# NKp30
NKp30 (NK-Zell-Protein mit 30 Kilodalton, Gen: NCR3), Synonym CD337, ist ein Rezeptorprotein, das in der Zellmembran von natürlichen Killerzellen in allen höheren Säugetieren lokalisiert ist. NKp30 trägt zur Fähigkeit der Killerzellen bei, Freund von Feind(-Zelle) zu unterscheiden und entsprechend die Aktivität der Killerzelle zu bremsen oder hochzufahren. Menschen mit einer speziellen Veränderung im NCR3-Gen zeigen erhöhte Anfälligkeit für Malaria.
NKp30 ist einer von drei bekannten natürlichen cytotoxischen Rezeptoren.

## Physiologie
NK-Zellen erkennen mit diesem Rezeptor verschiedene (s. o.) Zielzellen, werden aktiviert und zerstören diese Zielzellen. Hierdurch werden z. B. Krebszellen und mit intrazellulären Erregern befallene Zellen eliminiert.
Interessant wird die Interaktion von NK-Zellen mit Dendritzellen; letztere sezernieren Exosomen mit der Zielstruktur bat3 und exprimieren bat3 auf ihrer Zelloberfläche; Folge ist eine Aktivierung der NK-Zellen, welche durch Zytokinproduktion die Differenzierung der Dendritzellen von iDC zu mDC bewirken und durch direkte Zytotoxizität die Anzahl der nichtdifferenzierenden iDC vermindern. Die so differenzierten mDC werden nun TH1-typische adaptive Immunreaktionen induzieren.

## Molekulare Struktur
Extrazellulär (120 AS, V-type Immunglobulin like domain), Transmembranregion (19 AS, ein Arginin, vgl. ITAM Bindung), zytoplasmatisch (33 AS).

## Zielstrukturen
- Ein erstes Zielantigen ist BAT3, dieses ist ein für die Regulation der Apoptose essentielles Protein, dessen Funktion noch weitgehend unbekannt ist.[5][6]
- Malaria-infizierte Erythrozyten, erkennt DBL-1alpha Peptid des Malariaproteins pfemp1.[7]
- PP65 des Cytomegalievirus bindet (blockierend) NKp30.

## Zielstrukturen exprimierende Zellen
- Nahezu alle geprüften Zellen und Zelllinien exprimieren NKp30-bindende Strukturen, sowohl in einem zellulären Kompartiment, welches a.e. frühen Endosomen entspricht, als auch auf der Plasmamembran.[8]
- Dendritzellen (immature iDC und mature mDC) sezernieren Exosomen, auf welchen BAT3 gebunden ist.

## Signaltransduktion
NKp30 bindet CD3ζ, über dessen ITAM-Motiv erfolgt die Aktivierung der kleinen Tyrosinkinase syk, u. a. dadurch die Aktivierung des NFκB-Systems über NIK. Folgen sind NK-Proliferation, NK-Zytotoxizität und Zytokinproduktion, z. B. TNFα und IFNγ.

## Exprimierende Zellen
Nahezu ausschließlich NK-Zellen in allen Aktivierungsstufen.